# Comuna Hușcea, Liuboml
Hușcea (în ucraineană Гу́ща) este o comună în raionul Liuboml, regiunea Volînia, Ucraina, formată din satele Hușcea (reședința), Mîlovan, Pidlissea și Vîșnivka.

## Demografie
Componența lingvistică a satului Hușcea
     Ucraineană (99,86%)
     Alte limbi (0,14%)
Conform recensământului din 2001, majoritatea populației satului Hușcea era vorbitoare de ucraineană (99,86%), existând în minoritate și vorbitori de alte limbi.